# Sportavia MS-75
Der Motorsegler Sportavia MS-75 war eine Flugzeugentwicklung, die seit 1973 bei Sportavia-Pützer verfolgt wurde.

## Geschichte
Mit der Pützer MS-60 hatte Alfons Pützer Anfang der 60er Jahre einen auf die Belange von Segel- und Reisefliegern optimierten Motorsegler-Entwurf realisiert, auf dessen Serienproduktion Pützer allerdings vor dem Hintergrund der beginnenden Zusammenarbeit mit René Fournier und Antoine d’Assche zugunsten der Fournier RF 4 und Fournier RF 5 verzichtete. Da René Fournier bei der Auslegung dieser Flugzeuge den Reiseflug im Fokus hatte, erwiesen sich die Maschinen in Segelfliegerkreisen als schwer vermarktbar. Bei Sportavia-Pützer entstanden daraufhin Derivate für diese Kundengruppe, wie die Scheibe SFS 31 „Milan“ oder die Fournier RF 5B „Sperber“.
Mit der beginnenden Trennung von Fournier und Pützer griff Alfons Pützer seine ursprüngliche MS-60-Entwicklung wieder auf und ließ den Entwurf von Helmut Schrecker 1973 unter der Bezeichnung Sportavia MS-75 modernisieren. Nach einer umfangreichen Analyse des Markts für zweisitzige Motorsegler entwarf Schrecker einen vollständig neuen Tiefdecker mit Segelstellungspropeller an der Rumpfspitze und zwei nebeneinander angeordneten Pilotensitzen. Als Antrieb kam der von den RF-Flugzeugen bekannte 72 PS starke Limbach SL-1700 zum Einsatz, der vor der Kabine im Rumpf integriert wurde. Die Tragflügel wurden in GFK-Holz-Sandwich-Bauweise ausgeführt, die weniger Anforderungen an die Oberflächengüte der Negativform stellten. Das einziehbare Fahrwerk befand sich im eingezogenen Zustand zwischen den beiden Piloten.

### Weiterentwicklung als MS-75-II oder MS-II
Der ursprüngliche Entwurf von Helmut Schrecker wurde bis 1976 mehrfach grundlegend überarbeitet. Ein letzter bekannter Entwurf vom Juni 1976 von Alfons Pützer und Erich Ufer trägt die Bezeichnung Motorsegler MS-II. Dieser Entwurf ist wieder stärker am ursprünglichen Pützer MS-60 angelehnt. Der Motor befindet sich hinter der Kabine und treibt zwei an den Flügelendkanten angeordnete Faltpropeller, wie beim MS-60, an. Um die notwendige Bodenfreiheit für den Propeller zu erreichen, wurde der ursprüngliche Tiefdecker-Ansatz von Schrecker wieder in eine Schulterdecker-Konstruktion überführt. Dadurch entstehende Störeinflüsse auf die Höhenflosse des Leitwerks wurden durch Verwendung eines T-Leitwerks beseitigt.
Für den amerikanischen Markt sahen Ufer und Pützer alternative Motorisierungen für die MS-II vor, die eine Zulassung als Motorflugzeug in den USA durch die FAA ermöglicht hätten. Unter anderem war ein 80-PS-Sportavia-Limbach SL2300D mit Doppelzünder und ein 108 PS starker Lycoming-O235-Motor vorgesehen. In der reinen Motorflugzeugvariante war eine verkürzte Tragfläche von 14 m vorgesehen. Die maximale Startmasse bei der MS-II mit O235-Motor lag bei 820 kg bei einer Nutzlast von 280 kg.
Mit dem Ausscheiden von Alfons Pützer und der nachfolgenden Entscheidung zur Einstellung des Motorsegler-Baus bei Sportavia-Pützer endete die Entwicklung der Sportavia MS-75 Anfang 1977. Ein Prototyp wurde nicht mehr gebaut.

### Ufer Moself
Von Erich Ufer existiert noch eine weitere Projektskizze aus dem Juni 1990, die den Langstrecken-Motorsegler „Moself“ zeigt. Auch dieser 8,50 m lange Schulterdecker verwendete die von Pützer bei der MS-60 und MS-II vorgesehenen Faltpropeller an der Flügelendkante. Allerdings sah Ufer für jeden Propeller einen eigenen Motor vor. Als Tragflächen waren wahlweise 15 m oder 22 m Spannweiten vorgesehen, die dreiteilig mit einem zentralen Flügelmittelstück aufgebaut waren. Die äußeren Flügel waren klappbar. Die „Moself“ verfügte über einziehbares Hauptfahrwerk und Stützräder sowie ein lenkbares Bugrad. Wie bei der MS-75 war auch bei der „Moself“ ein T-Leitwerk vorgesehen.
Mit zwei Motoren war die „Moself“ auch als viersitziges Flugzeug nutzbar. Offensichtlich hatte Ufer 1990 bereits die Zulassungsfrage mit dem Luftfahrt-Bundesamt diskutiert und in einer Randnotiz vermerkt, dass das Amt die Zulassung als Motorsegler für ein zweimotoriges Flugzeug ablehnt. Die „Moself“ wurde ebenfalls nicht gebaut und scheint die letzte Entwicklungsstufe der von Ufer und Pützer seit 1958 verfolgten Motorsegler-Entwicklungen von der MS-60 über die MS-75 und MS-II bis zur „Moself“ darzustellen.

## Technische Daten
| Kenngröße                | MS-75 (1973)                           | MS-II (1976)                           | Moself (1990)                          |
| ------------------------ | -------------------------------------- | -------------------------------------- | -------------------------------------- |
| Besatzung und Passagiere | 2                                      | 2                                      | 2–4                                    |
| Länge                    | 8,00 m                                 | 8,00 m                                 | 8,50 m                                 |
| Spannweite               | 18,40 m                                | 15,00 m                                | 15 m/22 m                              |
| Höhe                     | 1,80 m                                 | 1,80 m                                 |                                        |
| Flügelfläche             | 20,00 m²                               | 17,55 m²                               |                                        |
| Flügelstreckung          | 16,2                                   | 12,8                                   |                                        |
| Gleitzahl                |                                        |                                        |                                        |
| Geringstes Sinken        |                                        |                                        |                                        |
| Nutzlast                 | 190 kg                                 | 250 kg                                 |                                        |
| Leermasse                | 490 kg                                 | 485 kg                                 |                                        |
| max. Startmasse          | 680 kg                                 | 730 kg                                 |                                        |
| Reisegeschwindigkeit     |                                        |                                        |                                        |
| Höchstgeschwindigkeit    |                                        |                                        |                                        |
| Dienstgipfelhöhe         |                                        |                                        |                                        |
| Reichweite               |                                        |                                        |                                        |
| Triebwerke               | 1–2 × Limbach SL1700, je 72 PS (53 kW) | 1–2 × Limbach SL1700, je 72 PS (53 kW) | 1–2 × Limbach SL1700, je 72 PS (53 kW) |